# Street Spirit (Fade Out)
"Street Spirit (Fade Out)" é um single e última faixa do álbum de 1995 The Bends, da banda britânica Radiohead. Chamada pelo cantor, compositor e guitarrista Thom Yorke como "uma das mais tristes canções [da banda]" e a descrevendo como "o túnel sem uma luz no final", "Street Spirit" foi lançada como o nono single da banda e alcançou o número cinco no Reino Unido, a melhor colocação até "Paranoid Android" do álbum OK Computer, que alcançou o número três em 1997. Continua como uma das canções mais populares da banda e foi incluída na coletânea de 2008 Radiohead: The Best Of.

## Posição nas paradas musicais
| Parada (1996)                       | Melhor posição |
| ----------------------------------- | -------------- |
| Canadá (RPM Top Singles)            | 57             |
| Europa (Eurochart Hot 100)          | 19             |
| Islândia (Íslenski Listinn Topp 40) | 21             |
| Irlanda (IRMA)                      | 25             |
| Países Baixos (Dutch Top 40)        | 28             |
| Países Baixos (Single Top 100)      | 26             |
| Escócia (Scottish Singles Chart)    | 7              |
| Reino Unido (UK Singles Chart)      | 5              |